# Eric Granado

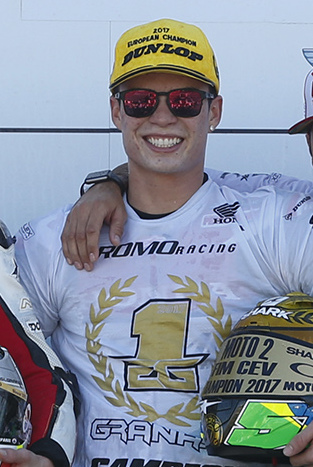
Eric Granado (2017)

Eric Granado Santos (* 10. Juni 1996 in São Paulo) ist ein brasilianischer Motorradrennfahrer.

## Karriere
2012 gab Granado sein Debüt in der Motorrad-Weltmeisterschaft. Er trat in der Moto2 für das Team JIR Moto2 auf Motobi an. In seiner ersten Saison blieb er in elf Rennen, an denen er teilnahm, punktlos.
In den nächsten beiden Saisons fuhr er in der Moto3. 2013 für das Mapfre Aspar Team Moto3 auf Kalex-KTM und 2014 für das Calvo Team auf KTM.
Danach kam er erst wieder 2017 in der Moto2 als Wildcard-Fahrer im letzten Rennen beim Großen Preis von Valencia für das Promoracing Team auf Kalex zum Einsatz. Die nächste Saison 2018 bestritt er für das Forward Racing Team auf Suter.
Seit der Einführung 2019 nimmt er am MotoE World Cup teil. 2019 und 2020 ging er für das Avintia Esponsorama Racing Team an den Start. Dabei belegte er 2019 den dritten Platz in der Abschlusstabelle. Er wechselte 2021 zum One Energy Racing Team.
Seine bisher erfolgreichste Saison war 2022, als er für das LCR E-Team Vizeweltmeister wurde.

## Statistik

### Erfolge
- 2017 – Spanischer Moto2-Meister[1]

### In der Motorrad-Weltmeisterschaft
(Stand: Saisonende 2023)
| Saison | Klasse | Team                       | Motorrad           | Rennen | Siege | Zweiter | Dritter | Poles | Schn. Runden | Punkte | Ergebnis |
| ------ | ------ | -------------------------- | ------------------ | ------ | ----- | ------- | ------- | ----- | ------------ | ------ | -------- |
| 2012   | Moto2  | JIR Moto2                  | Motobi             | 11     | –     | –       | –       | –     | –            | 0      | 33.      |
| 2013   | Moto3  | Mapfre Aspar Team Moto3    | Kalex-KTM          | 17     | –     | –       | –       | –     | –            | 7      | 25.      |
| 2014   | Moto3  | Calvo Team                 | KTM                | 14     | –     | –       | –       | –     | –            | 2      | 31.      |
| 2017   | Moto2  | Promoracing                | Kalex              | 1      | –     | –       | –       | –     | –            | 0      | 39.      |
| 2018   | Moto2  | Forward Racing Team        | Suter              | 10     | –     | –       | –       | –     | –            | 0      | 37.      |
| 2019   | MotoE  | Avintia Esponsorama Racing | Energica Ego Corsa | 6      | 2     | –       | –       | 1     | 2            | 71     | 3.       |
| 2020   | MotoE  | Avintia Esponsorama Racing | Energica Ego Corsa | 7      | 1     | –       | –       | 1     | 1            | 53     | 7.       |
| 2021   | MotoE  | One Energy Racing          | Energica Ego Corsa | 7      | 2     | 1       | –       | 4     | 4            | 84     | 4.       |
| 2022   | MotoE  | LCR E-Team                 | Energica Ego Corsa | 12     | 5     | 1       | 2       | 2     | 4            | 192,5  | 2.       |
| 2023   | MotoE  | LCR E-Team                 | Energica Ego Corsa | 14     | 1     | 2       | 1       | 2     | 1            | 139    | 7.       |
| Gesamt | Gesamt | Gesamt                     | Gesamt             | 99     | 11    | 4       | 3       | 10    | 13           | 548,5  |          |

### In der Superbike-Weltmeisterschaft
(Stand: Saisonende 2023)
| Saison | Team                  | Motorrad          | Rennen | Siege | Zweiter | Dritter | Poles | Schn. Rennrunden | Punkte | Ergebnis |
| ------ | --------------------- | ----------------- | ------ | ----- | ------- | ------- | ----- | ---------------- | ------ | -------- |
| 2020   | MIE Racing Honda Team | Honda CBR1000RR-R | 3      | –     | –       | –       | –     | –                | 1      | 28.      |
| 2023   | MIE Racing Honda Team | Honda CBR1000RR-R | 21     | –     | –       | –       | –     | –                | 0      | –        |
| Gesamt | Gesamt                | Gesamt            | 24     | 0     | 0       | 0       | 0     | 0                | 1      |          |